# John Gwyn Jeffreys
Pour les articles homonymes, voir Jeffreys.
John Gwyn Jeffreys est un  conchyliologiste britannique, né le 18 janvier 1809 à Swansea et mort le 21 janvier 1885 à Londres.

## Biographie
Cet avocat-conseil de Londres se passionne dès son jeune âge pour la conchyliologie. Il ne se contente pas de réaliser une collection mais s’intéresse à tous les aspects de la biologie des mollusques. Il se retire en 1856 et commence une série d’opérations de dragage à bord du yacht, l’Osprey, de son beau-frère qu’il rachète. Accompagné par d’autres spécialistes de la vie marine comme Charles William Peach (1800-1886), le révérend Alfred Merle Norman (1831-1918), George Barlee (1794-1861) ou Edward Waller (1803-1873), il drague les fonds des eaux baignant les Shetland, l’ouest de l’Écosse, la Manche ou le Groenland. William Healey Dall (1845-1927) achète sa collection pour le compte du National Museum of Natural History. Il a été chargé de la direction scientifique de la première croisière du H.M.S. Porcupine entre mai et juillet 1869 le long des côtes de l'Irlande et de l’Écosse. C'est à cette occasion que les premiers thermomètres a maxima et a minima de Miller-Casella ont été essayés. Ils seront par la suite abondamment utilisés lors de l'expédition du H.M.S. Challenger.
Il devient membre de la Royal Society le 2 avril 1840. Il est notamment l’auteur de British Conchology, or an account of the Mollusca which now inhabit the British Isles and the surrounding seas (cinq volumes, 1862 à 1865).